# トマ@トマ
トマ@トマ（原題：Thomas est amoureux）は、2000年のベルギー・イタリア制作のコメディ映画。監督はピエール＝ポール・ランデル。R-15指定。
日本公開時のキャッチコピーは『ムズムズしてる?』『早く、見つけて! キミの幸せ!』

## あらすじ
主人公のトマは、他人とのコミュニケーションを怖がる『広場恐怖症』を発症してしまい、8年間ずっと外出せず、誰とも会うことなく暮らしており、コンピューター上でのテレビ通話が他人と接触できる唯一の方法であった。
彼の生活は保険会社のグローバル社によって管理されていたのだが、彼の生活態度が一向に改善しない事に腹を立てたグローバル社がトマの担当医を変えてしまった上に、訓練された娼婦から無料治療を受けられるというプログラムを導入してしまう。さらに担当医を外されたジロンはトマに荒療治を施そうと、トマを勝手に出会い系サイトに登録してしまった。
かくしてトマの元に画面を通して様々な女性がやってくるのだった。

## キャスト
※括弧内は日本語吹替
- トマ：ブノワ・ヴェルネール（宮本充）
- エヴァ：エラン・ヤイ（佐藤しのぶ）
- メロディ：マガリ・パンロー（岡寛恵）
- ナタリー：ミシュリーヌ・アルディー（秋元千賀子）
- ジロン：フレデリック・トパール（田中正彦）
- 保険屋：アレクサンドル・ヴォン・シヴェール（塾一久）

## 製作
本作は一人称視点（テレビ電話の画面）で物語が進行していく作品で、主人公は声のみの出演となっている。
本作の撮影にはベータ・デジタルやHi-8が用いられた。また、バーチャルセックスのシーンはCGによって表現されており、CGアニメーションをスパークス・アニメーション・スタジオが担当。

## 受賞
- 2001年度ジェラルメ国際ファンタスティカ映画祭 - グランプリ[2]
- 2000年度ヴェネツィア国際映画祭 - 国際批評家連盟賞[1]
- 2001年度パリ映画祭 - 主演女優賞[1]
- 2000年度ニューシネマ・ニューメディア国際映画祭 - 特別賞[1]
- 2001年度ヨーロッパ・ファンタスティック映画祭（現・メリエス国際映画祭） - メリエス・ドール[5]